# Nemeskocs
Nemeskocs község Vas vármegyében, a Celldömölki járásban.

## Fekvése
Vas vármegye keleti felén, Veszprém vármegye nyugati határa mentén fekszik, Kemenesalja keleti szélén.
A szomszédos települések: északkelet felől Csögle, délkelet felől Nagypirit, dél felől Boba, nyugat felől Köcsk, északnyugat felől pedig a Celldömölkhöz tartozó Izsákfa.
A környező települések közül Boba 2, Izsákfa 3,5, Egyházashetye 7, Kemenespálfa 8,5, Celldömölk és Csögle 10-10, Jánosháza 11, Adorjánháza pedig 13,5 kilométer távolságra található.

### Megközelítése
Déli és északnyugati szomszédaival, Bobával és Izsákfával a 8459-es út köti össze, nyugati határszélét emellett érinti még a Jánosháza-Celldömölk közti 8429-es út is.
A hazai vasútvonalak közül a Székesfehérvár–Szombathely-vasútvonal és a Boba–Bajánsenye-vasútvonal közös szakasza érinti, melynek egy megállási pontja van itt. Nemeskocs megállóhely a település belterületének északkeleti szélén helyezkedik el.

## Története
Nemeskocs (Kocs) környéke már ősidők óta lakott hely volt. Határában vaskorból és római korból származó leletek: sírok, edények és érmek kerültek felszínre.
A település neve Vas vármegyében a 14. században tűnt fel először Koch néven.
Ekkoriban tünnek fel a vármegyében az első Kocsi előnevű családnevek is a Körmendi- és a Marczaltői levéltár adatai szerint:
1436-ban említik az oklevelek a vármegyében a kocsi Török (Twrek)- és 1448-ban a kocsi Veres (Weres) családot.
1459-ben a dömölki apátság egyik oklevele említette Koch nevét azzal kapcsolatban, hogy az apátság szolgálatába tartozó Kocsiak, valamint Kisdemelkre és Nemesdemelkre való nemesek, akiket az apátság saját nemes jobbágyainak tekintett, vonakodtak teljesíteni az apátságnak való szolgálataikat.
1468-ban kelt oklevél ugyancsak említi a kocsi Chazar családot. 1468-ban a Körmendi levéltár oklevele szerint Koch települést a demelki (dömölki) apátság nemes jobbágyai lakták. 1469-ben a Vasvári káptalan Mátyás királynak küldött oklevelében számol be a Pálóci László országbíró parancsára Vas vármegyében megtartott tanúvallomásokról, melyek során Beer Andrást, Sytkei Lászlót és névszerint felsorolt többi hatalmaskodó társaikat idézték perbe Ság, Taskánd, Parlag, Gecse, Baba, Kocs településeken történt hatalmaskodásaik miatt.
A település a török időkben a fennmaradt adatok szerint Kanizsára fizetett adót.
1781-ben Kots-nak és Bobának közös temploma volt az egykori Vadászüllés -en.
Vályi András a 18. század végén írta a településről:
Magyar falu Vas vármegyében. Földes urai több uraságok. Lakosai katolikusok. Fekszik Jánosházához egy mérföldnyire, határa szoross, és nem igen termékeny, vagyonnyai különfélék, fája van.
Egy évszázad múlva, a 20. század elején Borovszky Samu így írt a településről:
Magyar község 95 házzal és 571 római katolikus és evangélikus lakossal. Postája és távírója Boba. A község Marczali közelében a Kis-czell sümegi vasútvonal mentén fekszik.
A település Parrag nevű dűlőjében állt a 16. században Parrag község, valamint a határába esett Vadászüllés is, melyek  azonban később elpusztultak.
A települést 1898 óta Nemeskocsnak hívják.
A 20. század elején Vas vármegye Celldömölki járásához tartozott.

## Közélete

### Polgármesterei
- 1990–1994: László Ervin (független)[3]
- 1994–1998: László Ervin (független)[4]
- 1998–2002: László Ervin (független)[5]
- 2002–2006: László Ervin (független)[6]
- 2006–2010: László Ervin (független)[7]
- 2010–2014: László Ervin (független)[8]
- 2014–2019: László Kálmán Ervin (független)[9]
- 2019–2024: László Ervin (független)[10]
- 2024– : Bozzay András (független)[1]

## Népesség
A település népességének változása:
| Lakosok száma | 300  | 295  | 295  | 331  | 317  | 329  | 322  |
|               | 2013 | 2014 | 2015 | 2021 | 2022 | 2023 | 2024 |

A 2011-es népszámlálás során a lakosok 78,2%-a magyarnak, 0,3% németnek mondta magát (21,8% nem nyilatkozott; a kettős identitások miatt a végösszeg nagyobb lehet 100%-nál). A vallási megoszlás a következő volt: római katolikus 23,5%, református 2,7%, evangélikus 45%, felekezet nélküli 1,3% (27,5% nem nyilatkozott).
2022-ben a lakosság 93,7%-a vallotta magát magyarnak, 0,6% németnek, 0,3% cigánynak, 0,3% horvátnak, 0,3% szerbnek, 1,9% egyéb, nem hazai nemzetiségűnek (6,3% nem nyilatkozott; a kettős identitások miatt a végösszeg nagyobb lehet 100%-nál). Vallásuk szerint 34,1% volt evangélikus, 27,8% római katolikus, 3,8% református, 0,6% egyéb katolikus, 5,4% felekezeten kívüli (28,4% nem válaszolt).

## Nevezetességei
- Evangélikus templom – Mindenszentek tiszteletére szentelték, korábban a szomszédos Bobával közösen használták. 1732-ig az evangélikusoké volt, 1743-ban építették újjá.

## Híres szülöttei
- Beliczay Jónás (Bellicz Jónás) (Kocs Nemeskocs), 1764. november 10. – Kemeneshőgyész, 1845. december 19.) evangélikus lelkész.